# Tournoi de tennis de Stalybridge
Le tournoi de Stalybridge (Angleterre) est un tournoi de tennis féminin du circuit Dewar, organisé au début des années 1970 dans différentes villes britanniques (Billingham, Édimbourg, Aberavon, Torquay et Cardiff) et dont la finale se déroulait à Londres. En 1971, le tournoi est remplacé par celui de Billingham.

## Palmarès

### Simple
| No | Date       | Nom et lieu du tournoi                | Catégorie | Dotation | Surface         | Vainqueure           | Finaliste        | Score         |         |
| -- | ---------- | ------------------------------------- | --------- | -------- | --------------- | -------------------- | ---------------- | ------------- | ------- |
| 1  | 14-10-1968 | Dewar Cup of Stalybridge, Stalybridge | Dewar Cup | NC       | Dur (int.)      | Margaret Smith Court | Winnie Shaw      | 7-5, 6-4      | Tableau |
| 2  | 21-10-1969 | Dewar Cup of Stalybridge, Stalybridge | Dewar Cup | NC       | Dur (int.)      | Virginia Wade        | Ann Haydon-Jones | 6-3, 1-6, 6-3 | Tableau |
| 3  | 20-10-1970 | Dewar Cup of Stalybridge, Stalybridge | Dewar Cup | NC       | Moquette (int.) | Virginia Wade        | Ann Haydon-Jones | 2-6, 6-2, 6-1 | Tableau |

### Double
| No | Date       | Nom et lieu du tournoi               | Catégorie | Dotation | Surface         | Vainqueures                    | Finalistes                       | Score         |         |
| -- | ---------- | ------------------------------------ | --------- | -------- | --------------- | ------------------------------ | -------------------------------- | ------------- | ------- |
| 1  | 14-10-1968 | Dewar Cup of Stalybridge Stalybridge | Dewar Cup | NC       | Dur (int.)      | Mary-Ann Eisel Winnie Shaw     | Margaret Smith Court Pat Walkden | 2-6, 6-4, 6-4 | Tableau |
| 2  | 21-10-1969 | Dewar Cup of Stalybridge Stalybridge | Dewar Cup | NC       | Dur (int.)      | Ann Haydon-Jones Virginia Wade | Annette Van Zyl Joyce Barclay    | 6-3, 6-3      | Tableau |
| 3  | 20-10-1970 | Dewar Cup of Stalybridge Stalybridge | Dewar Cup | NC       | Moquette (int.) | Ann Haydon-Jones Virginia Wade | Françoise Dürr Betty Stöve       | 6-4, 6-3      | Tableau |